# Cenefia aediformis
Cenefia aediformis är en spindeldjursart som först beskrevs av Roewer 1931.  Cenefia aediformis ingår i släktet Cenefia och familjen Triaenonychidae. Inga underarter finns listade i Catalogue of Life.